# 계약직공무원
계약직 공무원은 일반계약직공무원·전문계약직공무원 및 시간제계약직공무원으로 구분한다. 일반계약직공무원은 직제 등 법령에 규정된 경력직 또는 별정직 공무원의 정원에해당하는 직위와 책임운영기관의설치·운영에관한법률제7조제1항의 규정에 의한 책임운영기관장의 직위에 채용되는 계약직공무원을말한다.